# Here We Go Again (sång)
Here We Go Again är en sång av John Lennon och Phil Spector, som skrevs 1973, men förblev outgiven fram till albumet Menlove Ave. 1986. Phil Spectors medverkan till låten är dock oklar, framför allt eftersom det finns en demo som Lennon spelade in innan låten presenterades för Spector.